# Major League Soccer
Major League Soccer (MLS) är den högsta professionella fotbollsligan för herrar i USA och Kanada. Ligans bildande var ett krav från Fifa då USA utsågs till arrangörsland för fotbolls-VM 1994. Sedan North American Soccer League (NASL) lades ned 1984 hade det saknats en stor landstäckande professionell fotbollsliga i USA.
Säsongen spelas vår–höst.
Ligans högsta chef kallas commissioner (kommissarie) och är sedan 1999 amerikanen Don Garber.

## Historia
MLS grundades den 17 december 1993 och gjorde sin första säsong 1996. Då hade ligan tio klubbar uppdelade på en Western respektive en Eastern Conference. 1998 ökades ligan med två klubbar, då Chicago Fire och Miami Fusion tillkom. Tre år senare, 2001, minskade man dock ned till tio klubbar igen när de båda Florida-baserade klubbarna Miami Fusion och Tampa Bay Mutiny lades ned. 2005 expanderade man återigen med två klubbar, då Real Salt Lake och Chivas USA gick med. Inför 2006 ersattes San Jose Earthquakes av Houston Dynamo och till säsongen 2007 anslöt sig kanadensiska Toronto, vilket gjorde att ligan då bestod av 13 klubbar. Säsongen 2008 gjorde San Jose Earthquakes comeback i ligan efter två års bortavaro, vilket innebar att MLS innehöll 14 klubbar. Ligan kom att utökas med ytterligare en klubb till säsongen 2009, då Seattle Sounders valdes in. I slutet på februari 2008 tillkännagavs att även Philadelphia Union skulle komma med till säsongen 2010. 2011 tillkom ytterligare två nya klubbar, Portland Timbers och Vancouver Whitecaps. Ligan bestod därmed av 18 klubbar. Ligan kom till säsongen 2012 att utökas med ytterligare en klubb, Montreal Impact, så att ligan då hade 19 klubbar. Efter 2014 lades Chivas USA ned och 2015 tillkom ytterligare två klubbar, Orlando City och New York City. Ligan hade därmed 20 klubbar. Detta utökades till 22 klubbar 2017, då Atlanta United och Minnesota United tillkom, och 23 klubbar året efter, då Los Angeles FC tillkom. 2019 gick Cincinnati med och då fanns det 24 klubbar, och 2020 blev antalet 26 när Inter Miami och Nashville gick med i ligan. 2021 utökades ligan till 27 klubbar i och med att Austin tillkom. Till 2022 utökades ligan ytterligare med tillkomsten av Charlotte som ligans 28:e klubb.

## Klubbar
| Klubb                  | Delstat/Provins      | Stad               | Arena                      | Kapacitet          |      | Första | Sista |
| Eastern Conference     | Eastern Conference   | Eastern Conference | Eastern Conference         | Eastern Conference |      |        |       |
| ---------------------- | -------------------- | ------------------ | -------------------------- | ------------------ | ---- | ------ | ----- |
| Atlanta United         | Georgia              | Atlanta            | Mercedes-Benz Stadium      | 42 500             | 2017 |        |       |
| Charlotte              | North Carolina       | Charlotte          | Bank of America Stadium    | 40 000             | 2022 |        |       |
| Chicago Fire           | Illinois             | Chicago            | Soldier Field              | 24 955             | 1998 |        |       |
| Cincinnati             | Ohio                 | Cincinnati         | TQL Stadium                | 26 000             | 2019 |        |       |
| Columbus Crew          | Ohio                 | Columbus           | Lower.com Field            | 20 011             | 1996 |        |       |
| DC United              | District of Columbia | Washington         | Audi Field                 | 20 000             | 1996 |        |       |
| Inter Miami            | Florida              | Fort Lauderdale    | DRV PNK Stadium            | 18 000             | 2020 |        |       |
| Montréal               | Québec               | Montréal           | Stade Saputo               | 19 619             | 2012 |        |       |
| Nashville              | Tennessee            | Nashville          | Geodis Park                | 30 000             | 2020 |        |       |
| New England Revolution | Massachusetts        | Foxborough         | Gillette Stadium           | 20 000             | 1996 |        |       |
| New York City          | New York             | New York           | Yankee Stadium             | 30 321             | 2015 |        |       |
| New York Red Bulls     | New Jersey           | Harrison           | Red Bull Arena             | 25 000             | 1996 |        |       |
| Orlando City           | Florida              | Orlando            | Exploria Stadium           | 25 500             | 2015 |        |       |
| Philadelphia Union     | Pennsylvania         | Chester            | Subaru Park                | 18 500             | 2010 |        |       |
| Toronto                | Ontario              | Toronto            | BMO Field                  | 28 351             | 2007 |        |       |
| Western Conference     |                      |                    |                            |                    |      |        |       |
| Austin                 | Texas                | Austin             | Q2 Stadium                 | 20 738             | 2021 |        |       |
| Colorado Rapids        | Colorado             | Commerce City      | Dick's Sporting Goods Park | 18 061             | 1996 |        |       |
| Dallas                 | Texas                | Frisco             | Toyota Stadium             | 20 500             | 1996 |        |       |
| Houston Dynamo         | Texas                | Houston            | Shell Energy Stadium       | 22 039             | 2006 |        |       |
| Los Angeles FC         | Kalifornien          | Los Angeles        | BMO Stadium                | 22 000             | 2018 |        |       |
| Los Angeles Galaxy     | Kalifornien          | Carson             | Dignity Health Sports Park | 27 000             | 1996 |        |       |
| Minnesota United       | Minnesota            | Saint Paul         | Allianz Field              | 19 400             | 2017 |        |       |
| Portland Timbers       | Oregon               | Portland           | Providence Park            | 25 218             | 2011 |        |       |
| Real Salt Lake         | Utah                 | Sandy              | America First Field        | 20 213             | 2005 |        |       |
| St. Louis City         | Missouri             | Saint Louis        | CityPark                   | 22 500             | 2023 |        |       |
| San Jose Earthquakes   | Kalifornien          | San Jose           | PayPal Park                | 18 000             | 1996 |        |       |
| Seattle Sounders       | Washington           | Seattle            | Lumen Field                | 37 722             | 2009 |        |       |
| Sporting Kansas City   | Kansas               | Kansas City        | Children's Mercy Park      | 18 467             | 1996 |        |       |
| Vancouver Whitecaps    | British Columbia     | Vancouver          | BC Place                   | 22 120             | 2011 |        |       |
| Framtida klubbar       |                      |                    |                            |                    |      |        |       |
| San Diego              | Kalifornien          | San Diego          | Snapdragon Stadium         | 35 000             | 2025 |        |       |
| Nedlagda klubbar       |                      |                    |                            |                    |      |        |       |
| Tampa Bay Mutiny       | Florida              | Tampa              | Tampa Stadium              | 74 301             | 1996 | 2001   |       |
| Miami Fusion           | Florida              | Fort Lauderdale    | Lockhart Stadium           | 17 417             | 1998 | 2001   |       |
| Chivas USA             | Kalifornien          | Carson             | StubHub Center             | 18 800             | 2005 | 2014   |       |

## Mästare
I tabellen nedan anges segraren i ligafinalen MLS Cup och även den klubb som vann Supporters' Shield genom att ta flest poäng under grundserien.
| Säsong | Antal klubbar | Supporters' Shield (antal titlar) | MLS Cup (antal titlar)   |
| ------ | ------------- | --------------------------------- | ------------------------ |
| 1996   | 10            | Tampa Bay Mutiny                  | DC United                |
| 1997   | 10            | DC United                         | DC United (2)            |
| 1998   | 12            | Los Angeles Galaxy                | Chicago Fire             |
| 1999   | 12            | DC United (2)                     | DC United (3)            |
| 2000   | 12            | Kansas City Wizards               | Kansas City Wizards      |
| 2001   | 12            | Miami Fusion                      | San Jose Earthquakes     |
| 2002   | 10            | Los Angeles Galaxy (2)            | Los Angeles Galaxy       |
| 2003   | 10            | Chicago Fire                      | San Jose Earthquakes (2) |
| 2004   | 10            | Columbus Crew                     | DC United (4)            |
| 2005   | 12            | San Jose Earthquakes              | Los Angeles Galaxy (2)   |
| 2006   | 12            | DC United (3)                     | Houston Dynamo           |
| 2007   | 13            | DC United (4)                     | Houston Dynamo (2)       |
| 2008   | 14            | Columbus Crew (2)                 | Columbus Crew            |
| 2009   | 15            | Columbus Crew (3)                 | Real Salt Lake           |
| 2010   | 16            | Los Angeles Galaxy (3)            | Colorado Rapids          |
| 2011   | 18            | Los Angeles Galaxy (4)            | Los Angeles Galaxy (3)   |
| 2012   | 19            | San Jose Earthquakes (2)          | Los Angeles Galaxy (4)   |
| 2013   | 19            | New York Red Bulls                | Sporting Kansas City (2) |
| 2014   | 19            | Seattle Sounders                  | Los Angeles Galaxy (5)   |
| 2015   | 20            | New York Red Bulls (2)            | Portland Timbers         |
| 2016   | 20            | Dallas                            | Seattle Sounders         |
| 2017   | 22            | Toronto                           | Toronto                  |
| 2018   | 23            | New York Red Bulls (3)            | Atlanta United           |
| 2019   | 24            | Los Angeles FC                    | Seattle Sounders (2)     |
| 2020   | 26            | Philadelphia Union                | Columbus Crew (2)        |
| 2021   | 27            | New England Revolution            | New York City            |
| 2022   | 28            | Los Angeles FC (2)                | Los Angeles FC           |
| 2023   | 29            |                                   |                          |

## Utmärkelser
Vid säsongsslutet varje år delar ligan ut flera olika utmärkelser. Ett antal nominerade presenteras för varje utmärkelse varefter spelare, teknisk personal (tränare, tekniska direktörer och sportchefer) och utvalda mediarepresentanter röstar. De tre grupperna svarar vardera för en tredjedel av röstvikten.
- Landon Donovan Most Valuable Player (årets mest värdefulla spelare)
- Goalkeeper of the Year (årets målvakt)
- Defender of the Year (årets försvarare)
- Newcomer of the Year (årets nykomling med tidigare proffserfarenhet)
- Young Player of the Year (årets spelare 22 år eller yngre)
- Comeback Player of the Year (årets comebackspelare)
- Humanitarian of the Year (årets filantrop)
- Sigi Schmid Coach of the Year (årets tränare)
- Referee of the Year (årets domare)
- Assistant Referee of the Year (årets assisterande domare)

## Svenska spelare
| Spelare               | Klubb(ar)                                      | Matcher | Mål | Säsong(er)      | Källa  |
| --------------------- | ---------------------------------------------- | ------- | --- | --------------- | ------ |
| John Alvbåge          | Minnesota United                               | 3       | 0   | 2017            | [ 10 ] |
| Samuel Armenteros     | Portland Timbers                               | 28      | 8   | 2018            | [ 11 ] |
| Johan Blomberg        | Colorado Rapids                                | 27      | 0   | 2018–2019       | [ 12 ] |
| Jan Eriksson          | Tampa Bay Mutiny                               | 35      | 2   | 1998–1999       | [ 13 ] |
| Magnus Eriksson       | San Jose Earthquakes                           | 69      | 13  | 2018–2020       | [ 14 ] |
| Erik Friberg          | Seattle Sounders                               | 64      | 1   | 2011, 2015–2016 | [ 15 ] |
| Henok Goitom          | San Jose Earthquakes                           | 8       | 0   | 2016            | [ 16 ] |
| Markus Holgersson     | New York Red Bulls                             | 63      | 3   | 2012–2013       | [ 17 ] |
| Zlatan Ibrahimović    | Los Angeles Galaxy                             | 56      | 52  | 2018–2019       | [ 18 ] |
| Kennedy Igboananike   | Chicago Fire/DC United                         | 56      | 12  | 2015–2016       | [ 19 ] |
| Stefan Ishizaki       | Los Angeles Galaxy                             | 50      | 6   | 2014–2015       | [ 20 ] |
| Robin Jansson         | Orlando City                                   | 78      | 3   | 2019–           | [ 21 ] |
| Adam Johansson        | Seattle Sounders                               | 21      | 0   | 2012            | [ 22 ] |
| Anders Limpar         | Colorado Rapids                                | 36      | 3   | 1999–2000       | [ 23 ] |
| Fredrik Ljungberg     | Seattle Sounders/Chicago Fire                  | 52      | 4   | 2009–2010       | [ 24 ] |
| Adam Lundqvist        | Houston Dynamo                                 | 90      | 0   | 2018–           | [ 25 ] |
| Tom Pettersson        | Cincinnati                                     | 19      | 0   | 2020–2021       | [ 26 ] |
| Joel Qwiberg          | San Jose Earthquakes                           | 5       | 0   | 2018            | [ 27 ] |
| Thomas Ravelli        | Tampa Bay Mutiny                               | 23      | 0   | 1998            | [ 28 ] |
| Björn Runström        | New England Revolution                         | 3       | 0   | 2012            | [ 29 ] |
| Mohammed Saeid        | Columbus Crew/Minnesota United/Colorado Rapids | 82      | 1   | 2015–2017       | [ 30 ] |
| Axel Sjöberg          | Colorado Rapids/DC United                      | 90      | 3   | 2015–2020       | [ 31 ] |
| Gabriel Somi          | New England Revolution                         | 14      | 0   | 2018            | [ 32 ] |
| Gustav Svensson       | Seattle Sounders                               | 90      | 4   | 2017–2020       | [ 33 ] |
| Anton Tinnerholm      | New York City                                  | 109     | 9   | 2018–2022       | [ 34 ] |
| Christian Wilhelmsson | Los Angeles Galaxy                             | 5       | 1   | 2012            | [ 35 ] |

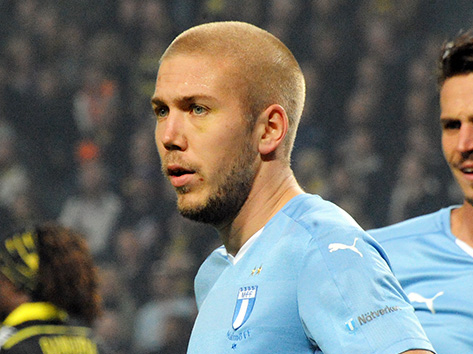
Anton Tinnerholm är den svenska spelare som spelat flest matcher i Major League Soccer.

Zlatan Ibrahimović är den svenska spelare som gjort flest mål i Major League Soccer.

Spelare i kursiv stil är fortfarande aktiva.
Spelare i fet kursiv stil är fortfarande aktiva i Major League Soccer.
Not: Listan gäller enbart svenskar som fått speltid i Major League Soccer och enbart matcher i grundserien är medräknade.

## Anmärkningslista
1. ↑  San Jose Earthquakes försvann efter säsongen 2005 och kom tillbaka först 2008.